# پگی (فیلم ۱۹۵۰)
پگی (انگلیسی: Peggy) یک فیلم به کارگردانی فرد د کوردوا است که در سال ۱۹۵۰ منتشر شد.

## بازیگران
- دیانا لین
- چارلز کوبرن
- باربارا لارنس
- راک هادسن
- الن کوربی
- جیمز بست